# Siheung
Siheung (en coreano:시흥, romanización revisada: siheung, léase: síjung) es una ciudad ubicada en la provincia de Gyeonggi al norte de la república de Corea del Sur. Está ubicada al sur de Seúl a unos 40 km. Limita al sur con Ansan, Hwaseong, al oeste con la bahía de Corea y al este con kwangmyong, anyang. Su área es de 131.46 km² y su población total es cerca de medio millón.

## Historia
A principios del periodo de los Tres Reinos de Corea, la región de Siheung era parte del reino de Baekje.
Siheung adquirió la administración actual desde el 1 de enero de 1989, cuando el viejo condado de Siheung se dividió en las ciudades de Siheung, Gunpo y Uiwang. En ese momento la ciudad tenía una población de sólo 93 000. Este número se triplicó en la década siguiente, con gran cantidad de apartamentos.

## Ciudades hermanas
- Dezhou, República Popular China
- Rochester, New York, Estados Unidos[1]